# 1999년 대한민국
이 문서는 1999년 대한민국에서 일어난 사건을 다룬다.

## 재임자
제6공화국 (국민의 정부)
- 대통령 : 김대중
- 국무총리 : 김종필

## 사건
- 1월 1일 - 하나은행, 보람은행 합병.
- 2월 12일 - 복제 소 영롱이가 탄생.
- 2월 25일 - 전라선 복선화 및 개량화 1단계 개통
- 3월 8일 - 정부, 4개 협동조합(농, 축, 임, 인삼협) 통합을 골자로 하는 협동조합 개혁안 발표.
- 3월 15일 - 포항공항에서 대한항공 1533편 활주로 이탈 사고 발생으로 79명 부상.
- 4월 15일 - 대한항공 6316편 추락 사고가 일어남.
- 4월 19일 - 영국 여왕인 엘리자베스 2세가 한국 방문.
- 5월 11일 - MBC 본사에서 주조정실 난입 방송사고 발생.
- 5월 20일 - 대구광역시 효목동에서 대구 어린이 황산 테러 발생.
- 6월 15일 - 서해에서 남북 경비정 간에 총격전이 벌어지다(서해 교전, 제1연평해전).
- 6월 30일 - 경기도 화성군 소재 씨랜드 청소년수련원 화재 사건으로 유치원생 19명과 인솔교사 및 강사 4명 등 23명이 숨지고 5명이 부상당함.
- 7월 16일 - 탈옥수 신창원이 2년 5개월만에 검거.
- 8월 7일 - 대한민국 첫 냉동난자 수정 아기 탄생.
- 8월 13일 - 신구범 축협 회장이 농협과의 통합에 반발해 국회에서 할복자살을 시도했다.
- 8월 16일 - 대우채권단, 대우 그룹과 재무구조개선 수정약정 체결.(사실상 그룹해체).
- 8월 23일 - 남북분단이후 첫 대한민국-중화인민공화국 국방회담 베이징에서 개최.
- 8월 26일 - 대우 채권금융기관, 대우그룹 12개 계열사 워크아웃 결정.
- 9월 2일

- 조선민주주의인민공화국, 서해 북방한계선(NLL) 무효 주장하며 새로운 해상군사분계선 일방 획정.
- 김종필 국무총리와 일본 오부치 게이조 총리와 회담, 조선민주주의인민공화국 미사일 문제관련 한미일3국 공조협력체제 유지 합의

- 9월 10일 - 일본 대중문화 2차 개방 발표.
- 9월 16일 - 동티모르 파병 결정
- 9월 24일 - 포괄적핵실험금지조약(CTBT) 비준
- 9월 28일 - 대한민국 국회, `국군부대의 동티모르 다국적군 파견 동의안' 가결
- 10월 4일 - 월성3호기 원자로 누설로 작업자 22명 방사능 피폭
- 10월 16일 - 상록수 부대를 동티모르에 파병하다. 이날 파병된 병력은 선발대 160명이다.
- 10월 29일 - KBO 리그의 한화이글스가 한국시리즈 우승
- 10월 30일 - 대한민국 인천광역시 소재 인현동 호프집 화재 참사가 발생하여 중고생을 비롯한 52명이 숨지고 71명이 부상당함.
- 12월 22일 - 대한항공 8509편 추락 사고가 일어남.